# 伍伟颂
伍伟颂（英語：Shaun Eng）是一位马来西亚企业家和数字营销顾问，以其在电子商务增长策略和付费广告方面的专业工作而闻名。 他是Easy A Media的合伙人，该公司是一家专注于直接面向消费者（DTC）品牌扩展的数字营销机构。 Eng 也是 Evolve 的创始人，这是一个基于 Skool 的私人导师和电子商务策略社区。

## 职业生涯
Eng于2020年开启了他在数字营销和电子商务领域的职业生涯。 他是Easy A Media的联合创始人，负责为基于Shopify的电子商务企业制定绩效广告策略。 他的代理机构专注于在Meta平台（如Facebook和Instagram）上开展高预算广告活动。
据报道，Eng及其团队每月管理超过300万美元的广告支出，并为客户创造了超过1亿美元的总收入。 他的方法强调受众细分、基于数据的创意测试和转化率优化（CRO），旨在提升广告效率并以盈利方式扩展在线业务。
除了在代理机构的工作外，Eng 还是基于 Skool 的电子商务创业者和品牌运营者社区「Evolve」的创始人。 作为一个导师制和同行学习平台，Evolve 目前服务于超过 300 名成员。

## 识别
2025年，福布斯杂志发表了一篇关于Facebook广告简化框架的文章，正值该平台发生变化且成本上升之际。 该文章与Eng推广的策略相契合，特别是基于测试的创意开发和优化媒体采购。 他的方法反映了行业对敏捷实验和数字广告效率日益增长的重视。